# Oxid de propilenă
Oxidul de propilenă este un compus organic cu formula chimică CH3CHCH2O. Este un lichid incolor volatil cu un miros similar cu cel de eter. Este un epoxid chiral utilizat adesea ca amestec racemic, fiind implicat în sinteza polieteri poliolilor și a materialelor plastice poliuretanice.

## Obținere
Producția industrială a oxidului de propilenă începe de la propilenă. Două metode generale pot fi utilizate: una presupune hidroclorurarea iar alta oxidarea. În anul 2005, aproximativ jumătate din producția mondială are loc prin intermediul clorohidrinei și jumătatea are loc prin metode oxidative.

### Hidroclorurare
Metoda tradițională are loc prin intermediul unui proces de conversie a propenei la clorohidrina propilenei, conform schemei:
Amestecul obținut de 1-cloro-2-propanol și 2-cloro-1-propanol este ulterior dehidroclorurat. De exemplu:

### Oxidare
Metoda generală de obținere a oxidului de propilenă presupune oxidarea propilenei cu diverși peroxizi organici. Ecuația reacției generale este:
{\displaystyle {\ce {CH3CH=CH2 + RO2H -> CH3CHCH2O + ROH}}}
Reacția se poate realiza și cu hidroperoxizi: hidroperoxid de t-butil, hidroperoxid de etilbenzen, hidroperoxid de cumen și peroxid de hidrogen.